# José Scaron
José Scaron (ur. 19 kwietnia 1895 roku w Brukseli, zm. 17 lipca 1975 roku w Neuilly-sur-Seine) – francuski kierowca wyścigowy.

## Kariera
W swojej karierze wyścigowej de Scaron poświęcił się startom w wyścigach Grand Prix oraz w wyścigach samochodów sportowych. w 1946 roku był trzeci w Grand Prix Belgii. W latach 1938-1939, 1949-1952 Francuz pojawiał się w stawce 24-godzinnego wyścigu Le Mans. W pierwszym sezonie startów uplasował się na szóstej pozycji w klasie 1.1, a w klasyfikacji generalnej był dwudziesty. Rok później odniósł zwycięstwo w klasie 1.1. W kolejnych latach startów nie dojeżdżał do mety.